# کلیسای بویانا
کلیسای بویانا (Боянска църква) یک کلیسای تاریخی ارتدکس در نزدیکی صوفیه، بلغارستان است.
این کلیسا که در اواخر قرن ۱۰ و اوایل قرن ۱۱ میلادی ساخته شده در سال ۱۹۷۹ میلادی در فهرست میراث جهانی یونسکو ثبت شده است.

## نقاشی‌های دیواری

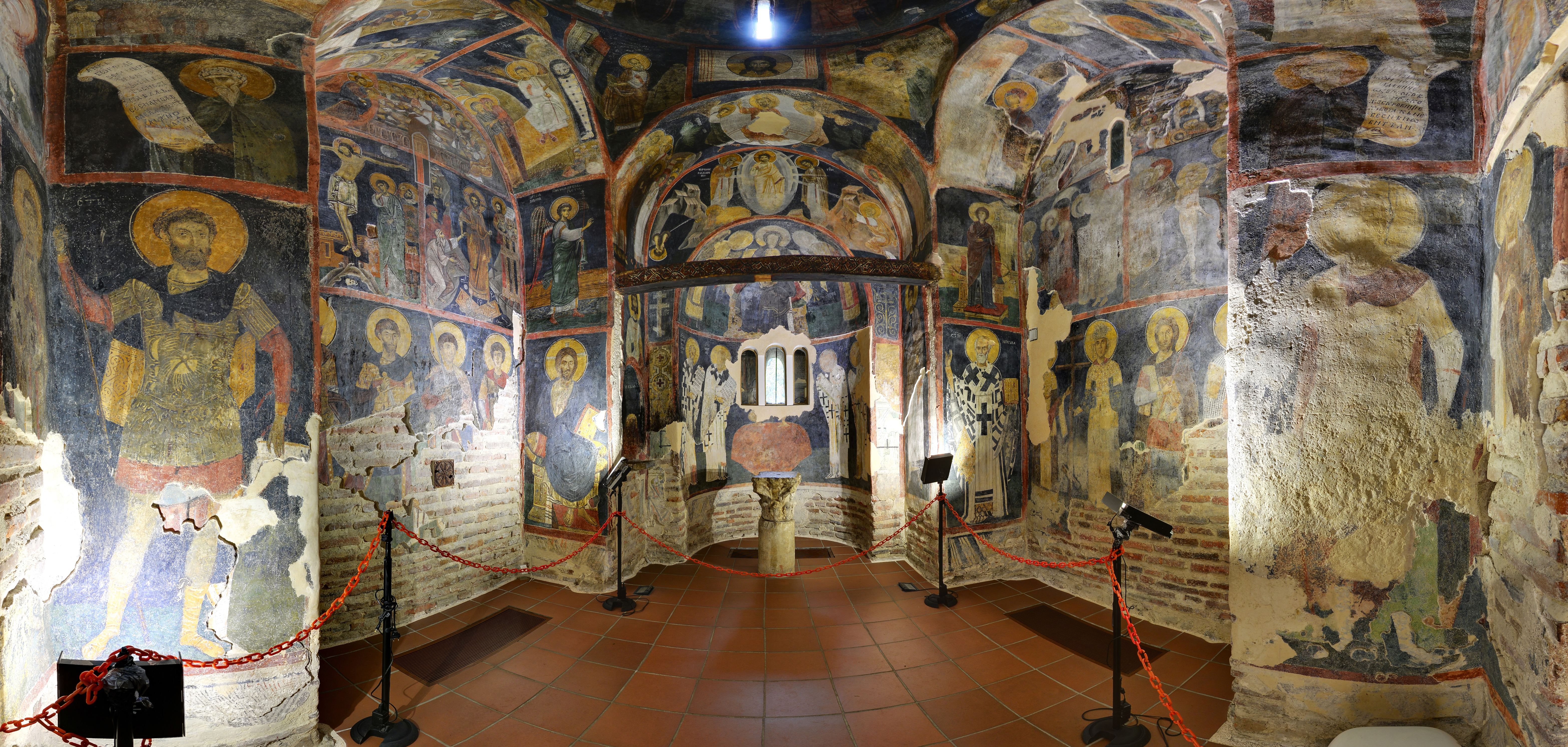
Interior view of the Boyana Church

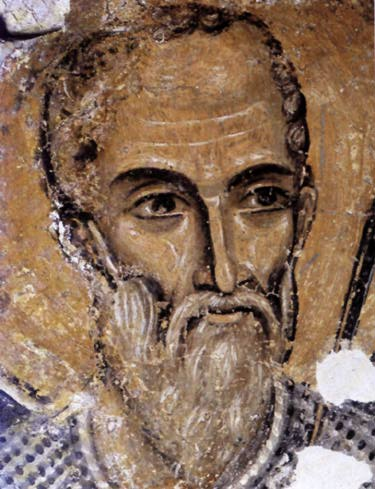
St. Nicholas
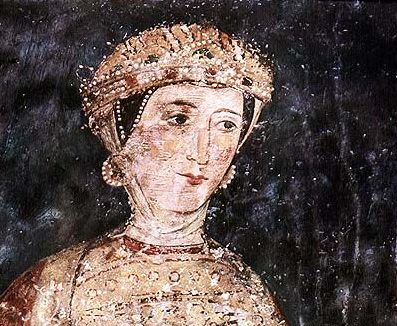
Dessislava, a church patron
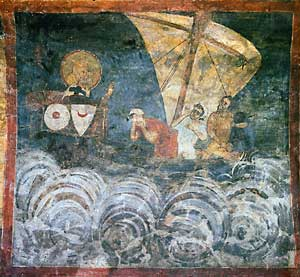
A ship
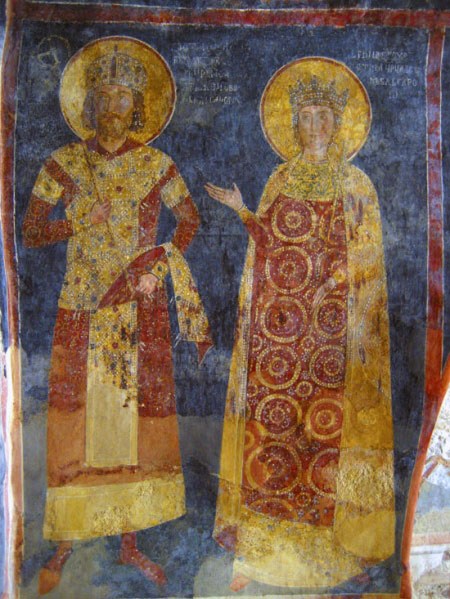
Constantin Tikh of Bulgaria and Eirene of Nicaea
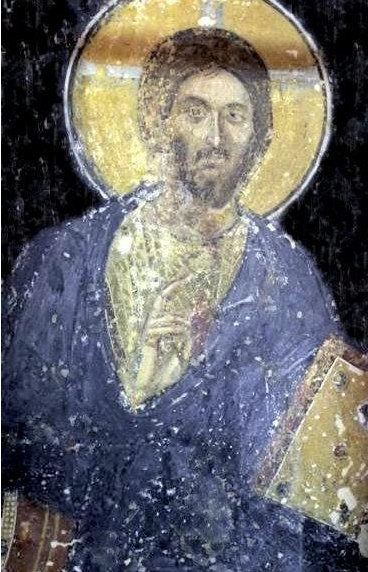
Pantocrator, a fresco from 1259
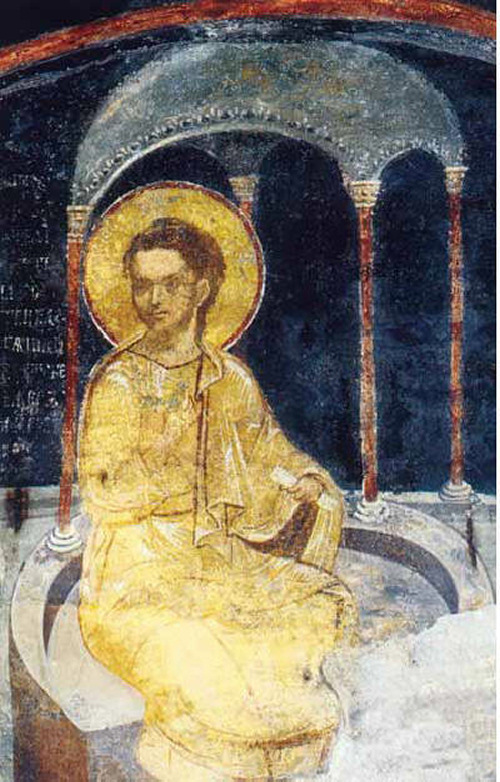
Christ among the scribes